# فاردهي فارديريسيان
فاردهي فارديريسيان (بالأرمنية: Վարդերեսյան Վարդերեսյան) (وُلدت في 19 مارس 1928 وتُوفيت في 24 نوفمبر 2015) هي ممثلة أرمينية. عادت إلى أرمينيا في عام 1946. منذ عام 1958، كانت واحدة من الممثلات الرائدات في مسرح سوندوكيان للدراما في يريفان. في عام 1988، فازت فنان الشعب في اتحاد الجمهوريات الاشتراكية السوفيتية. في عام 2002، تم الإعلان عنها بأنها مواطنة شرفية في يريفان.

## روابط خارجية
- فاردهي فارديريسيان على موقع IMDb (الإنجليزية)
- فاردهي فارديريسيان على موقع قاعدة بيانات الفيلم (الإنجليزية)
- فاردهي فارديريسيان على موقع كينوبويسك (الروسية)
- Persons.am
- Biography and photos of Varduhi Varderesyan